# Karel Vaněk
Karel Vaněk, né le 17 mars 1887 à Kostelec nad Černými lesy en République tchèque, et mort le 18 juillet 1933 à Prague, était un journaliste et écrivain tchèque. 
Durant la Première Guerre mondiale, il était soldat sur le front Est. Après la guerre, il travailla pour le journal communiste Rudé právo et pour l'hebdomadaire Pražský ilustrovaný zpravodaj. Vaněk était ami avec l'écrivain tchèque Jaroslav Hašek. En 1923 Jaroslav mourut avant qu'il ne puisse finir d'écrire le quatrième tome de son roman Les Aventures du brave soldat Švejk, Vaněk fut chargé par l'éditeur Synek de finir le quatrième tome. Le style de Vaněk est différent de celui d'Hašek et son humour est considéré comme « brut. » Karel Vaněk est décédé de la tuberculose en 1933. Les livres de Hašek et Vaněk ont été brûlés en 1933 sous le Reich allemand.